# Channa striata
Channa striata és una espècie de peix de la família dels cànnids i de l'ordre dels perciformes. Apareix sovint en llocs webs dedicats a l'aquariofília, però la seua demanda és limitada degut a la seua grandària i agressivitat cap a altres peixos.

## Morfologia
Fa 100 cm de llargària màxima (encara que la seua mida normal és de 61) i 3 kg de pes. Cos subcilíndric, amb el cap deprimit i semblant al d'una serp, l'aleta caudal arrodonida, les escates molt grans i amb les superfícies dorsal i lateral fosques i clapejades amb una combinació de negre i ocre (blanc al ventre). Cap amb la regió gular sense escates, la boca completament dentada i força oberta, la mandíbula inferior amb 4-7 dents canines darrere d'una única filera de dents vil·liformes. 18-20 escates predorsals. Les aletes pectorals fan aproximadament la meitat de la longitud del cap. Cap espina a les aletes dorsal i anal. 38-43 radis tous a la dorsal i 23-27 a l'anal. 15-17 radis a les pectorals i 6 a les pelvianes.

## Ecologia
És un peix d'aigua dolça i salabrosa (pH entre 7 i 8), bentopelàgic (entre 1 i 10 m de fondària, normalment entre 1 i 2), potamòdrom i de clima tropical (23 °C-27 °C; 35°N-18°S), el qual viu a Àsia: els adults viuen als estanys, rierols, rius, pantans, camps inundats, canals de corrent lent i aigües estancades i fangoses des del Pakistan, l'Índia i Sri Lanka fins a Tailàndia, el sud de la Xina i Indonèsia (Java, Sumatra i Borneo), incloent-hi Bangladesh, el Nepal, Bhutan, Birmània, Cambodja, Laos, el Vietnam i Malàisia (com ara, Sabah), incloent-hi les conques dels rius Indus, Gran Gandak, Gogra, Kosi i Mekong. Ha estat introduït a l'illa d'Oahu (Hawaii) -des del sud de la Xina al segle xix-, els Estats Units continentals (des d'Àsia al segle xix), Indonèsia (des del sud de la Xina al segle xviii), Nova Caledònia, l'illa de Maurici, la península de Corea, Guam, Papua Nova Guinea, Madagascar (entre 1975 i 1976), l'illa de Negros (Filipines) -des de Malàisia (1908), Fiji (1959), etc. Emprèn migracions des de les masses d'aigua permanents (com ara, el corrent principal del riu Mekong) fins a les àrees inundades durant l'estació humida i retorna a aquelles a l'inici de l'estació seca. Els alevins es nodreixen d'algues i protozous, els joves de petits crustacis i els adults de peixos, granotes, serps, insectes, cucs de terra, capgrossos i crustacis. Durant l'hivern i l'estació seca, la seua carn al voltant del celoma esdevé força infestada per larves del trematode Isoparorchis hypselobargi. Altres paràsits que infesten aquest peix són Pallisentis ophicephali a l'intestí i Neocamallanus ophicepahli. L'aparellament ocorre durant l'estació humida.
És una plaga potencial i sobreviu durant l'estació seca gràcies a l'acció de colgar-se en el fang del fons dels llacs, canals i pantans (això permet que la pell i l'aparell respiratori romanguin humits) i alimentar-se del seu greix emmagatzemat. La seua carn és blanca, ferma i gairebé sense espines, mentre que la pell, fosca, és bona per a fer sopes i, en general, és venuda separada de la carn. És potser el principal aliment piscícola a Tailàndia, Malàisia i d'altres països de la Indoxina, i a Cambodja és emprat per a elaborar diverses varietats de pasta de peix (com ara, prahok). A més, és utilitzat amb finalitats medicinals (sobretot, a Indonèsia i Malàisia).

## Galeria

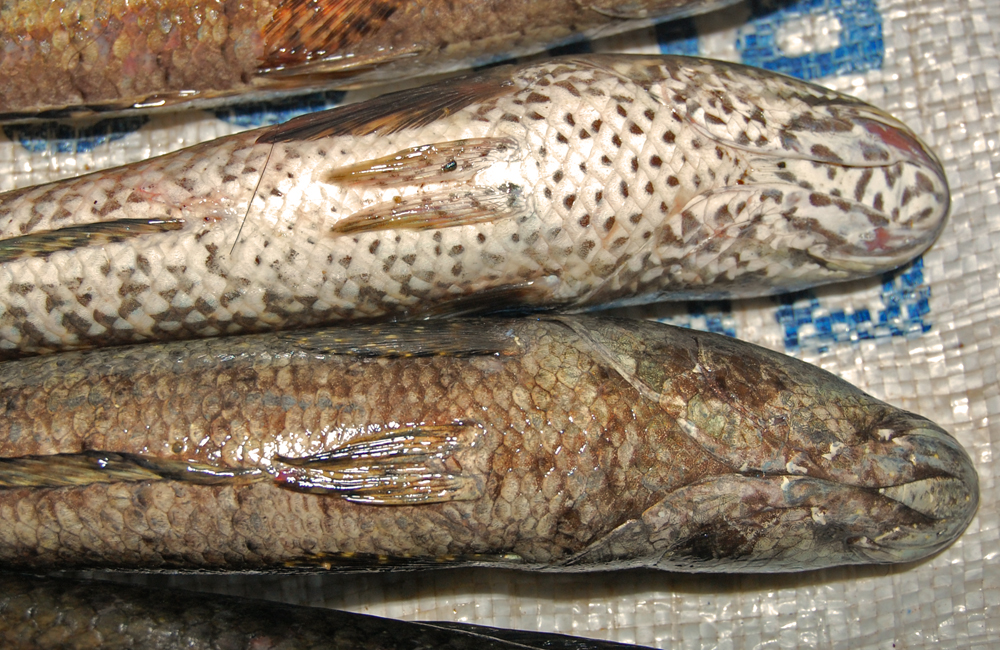
Vista ventral de la part frontal de Channa striata (a dalt) i Channa lucius (a baix)
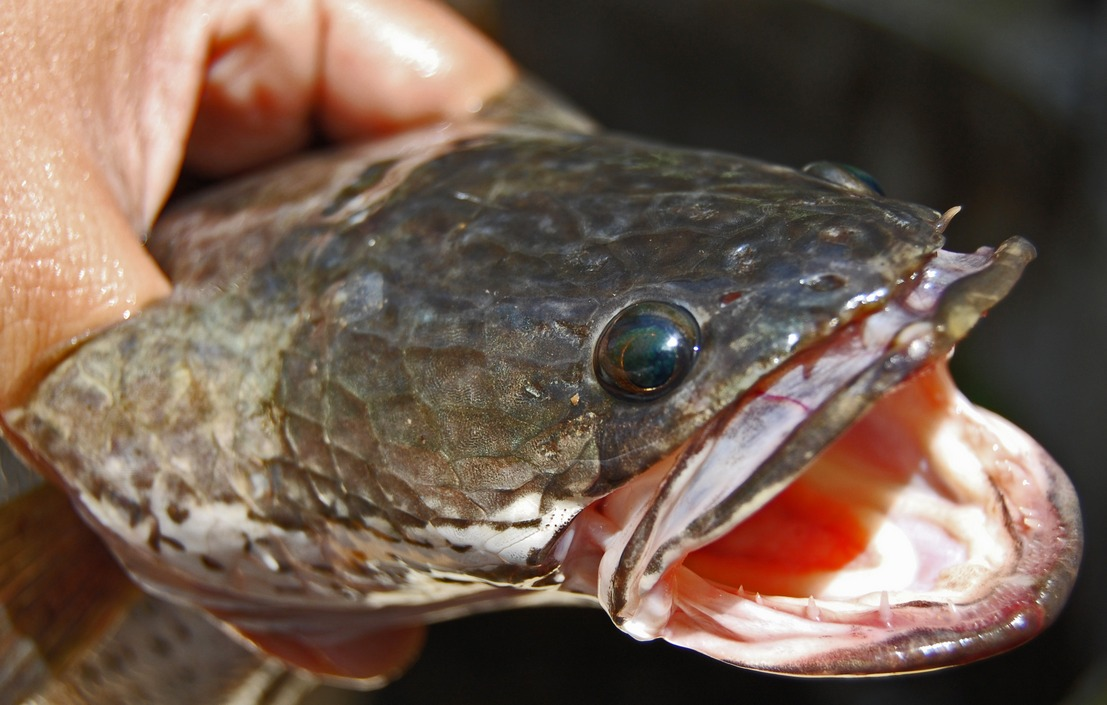
Exemplar de Java
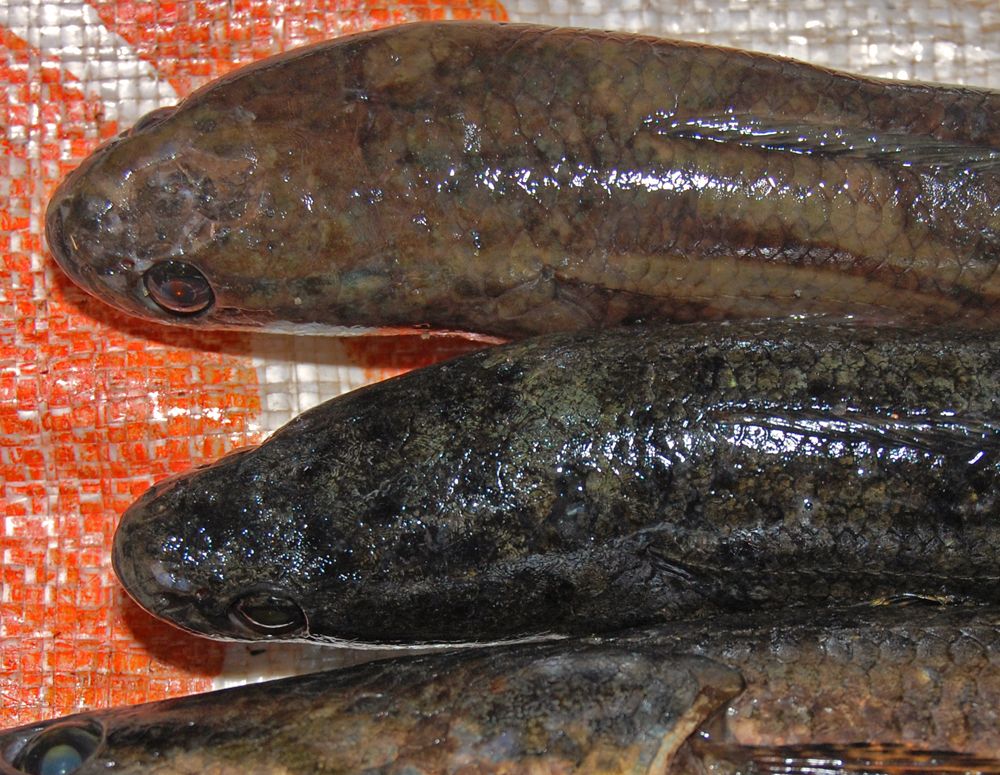
Comparança entre Channa striata (a dalt) i Channa lucius (a baix)
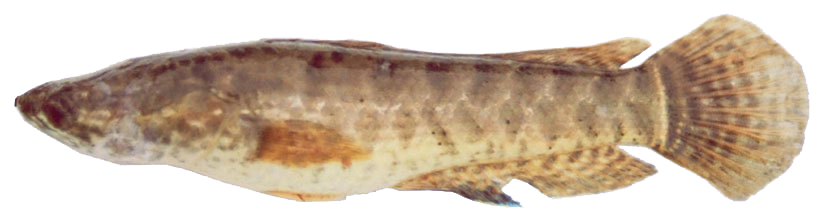
Exemplar provinent del riu Kathani (Maharashtra, Índia)
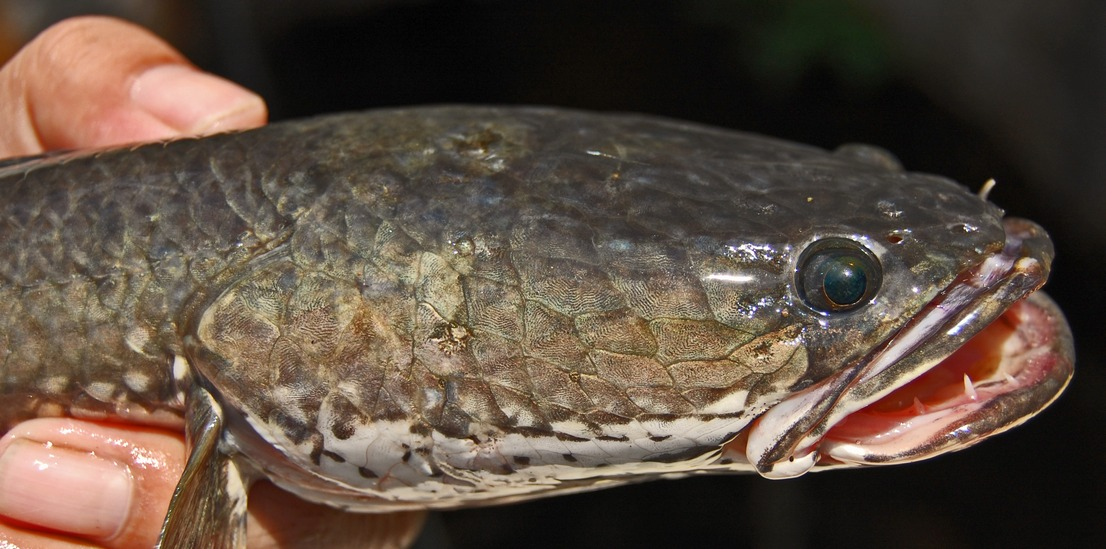
Detall del cap
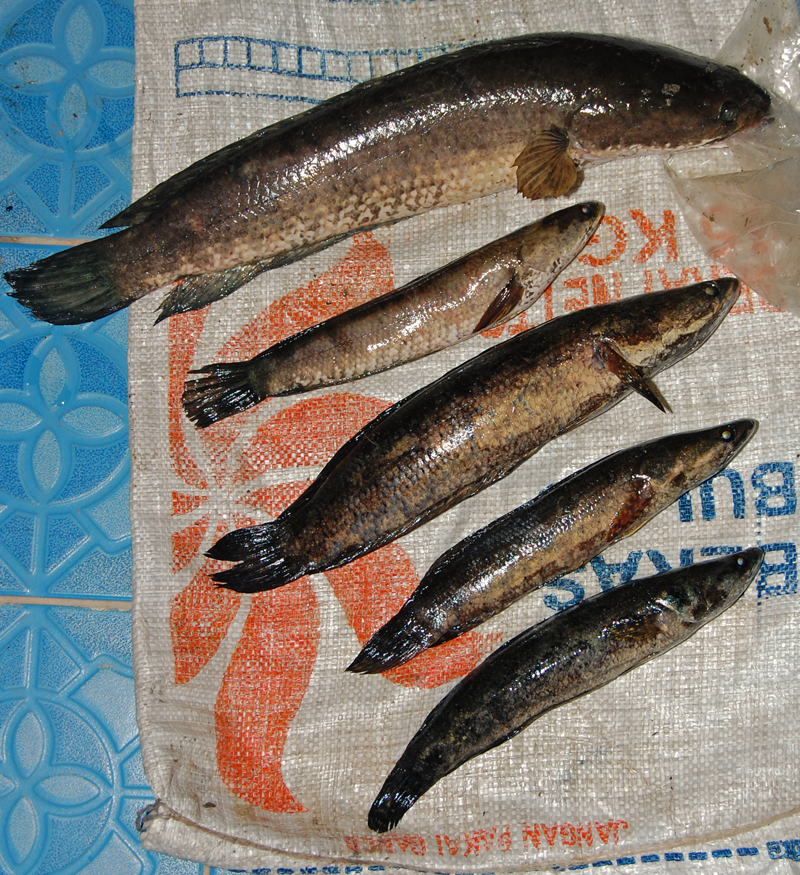
Comparació entre Channa striata (els dos superiors) i Channa lucius (els tres inferiors)
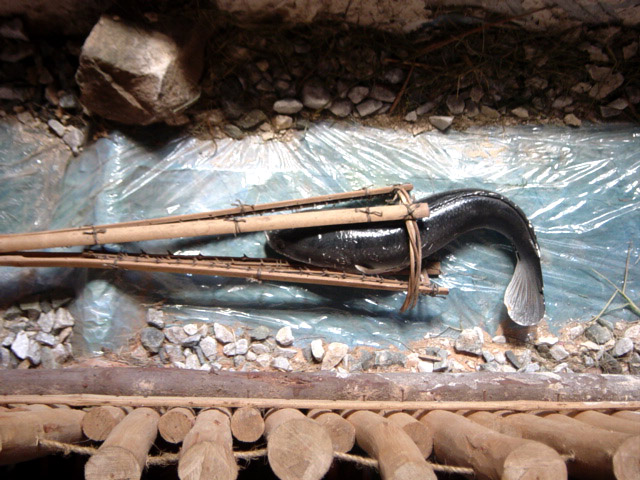
Trampa feta a mà per a capturar aquesta espècie a la Tailàndia rural.
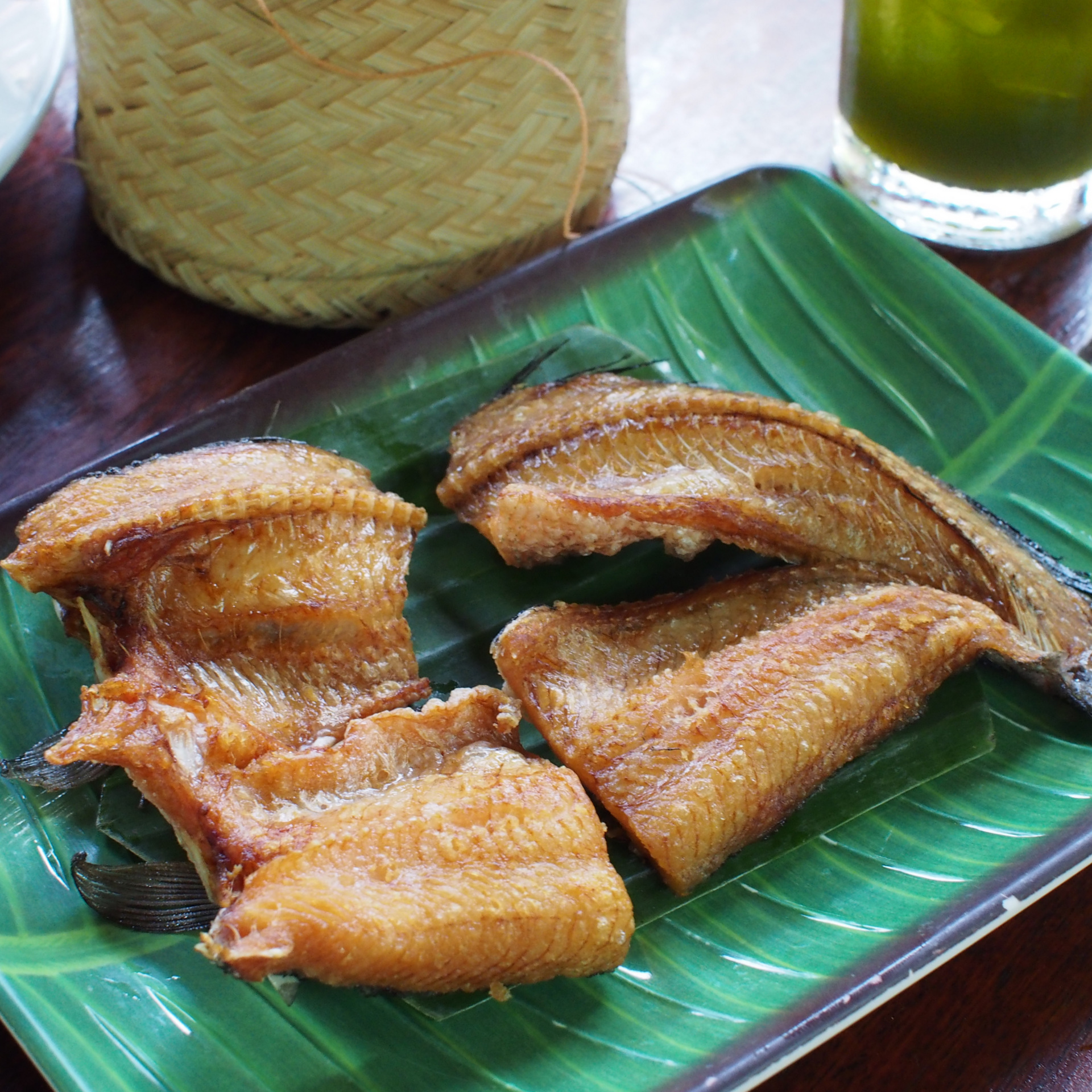
tailandès fet amb Channa striata, el qual ha estat salat i assecat al sol abans d'ésser fregit.
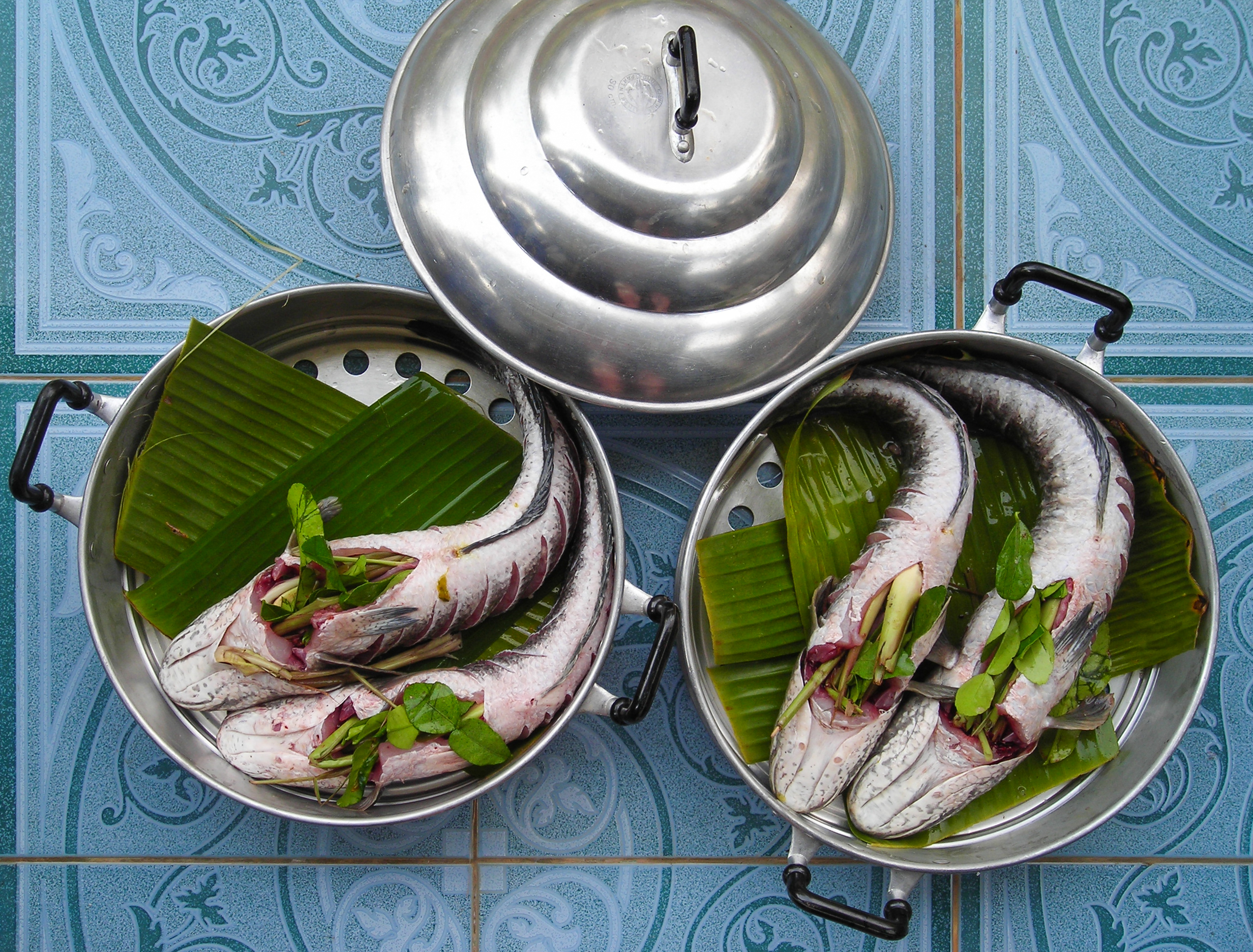
Exemplars farcits amb herbes i preparats per a ésser cuits al vapor amb fulles de plàtan a Tailàndia.
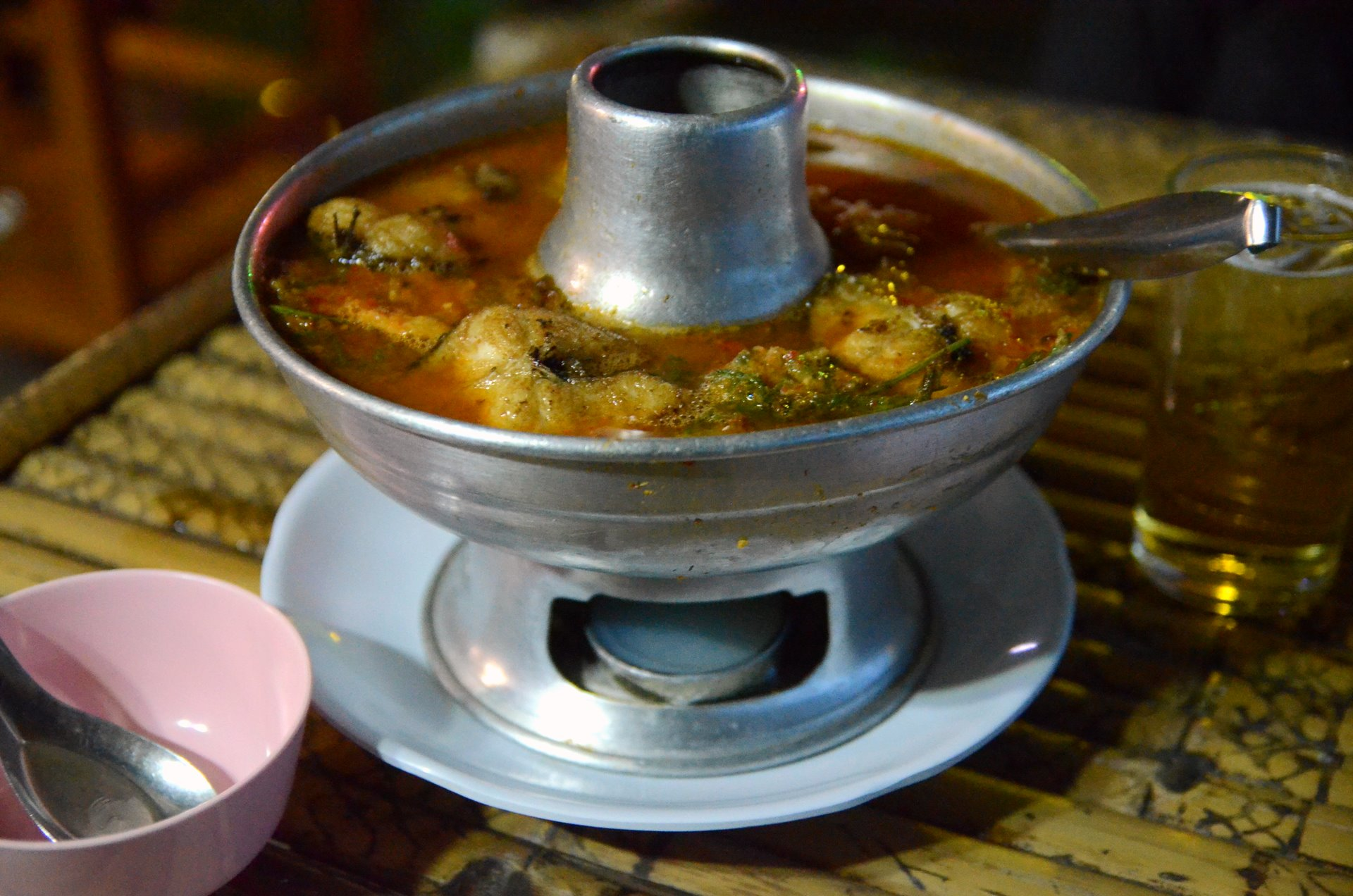
Sopa o curri fet amb Channa striata i pasta de tamarinde.